# Lasioglossum abanci
Lasioglossum abanci är en biart som först beskrevs av Crawford 1932. Den ingår i släktet smalbin och familjen vägbin. Inga underarter finns listade i Catalogue of Life.

## Beskrivning
Honan har blått huvud och mellankropp med en grönaktig glans, medan bakkroppen är mörkbrun. Munskölden är mörkbrun upptill, grönaktig nertill, antennerna bruna och benen mörkbruna med rödbruna fötter. Behåringen är kort, vitaktig och mycket gles utom på huvud och mellankropp där den kan vara något tätare. Kroppslängden är 5,5 till 6,2 mm, och vingbredden (framvingarna) omkring 4,7 mm.
Hanen påminner om honan med undantag av att huvudet är svartblått, mellankroppen grönaktig utom det allra bakersta segmentet som är blåaktigt, samt benen som är något ljusare än honans. Hanen är dessutom något mindre än honan, med en kroppslängd på 5,3 till 5,8 mm och en framvingbredd på omkring 4,5 mm.

## Utbredning
Arten förekommer i USA från Wisconsin till Georgia i söder, österut till New England. Något enstakta fynd har gjorts i Ontario i Kanada.

## Ekologi
Arten flyger från april till september. Den är oligolektisk och söker föda från ett stort antal familjer av blommande växter, bland andra flockblommiga växter som Thaspium barbinode, korgblommiga växter som Krigia och rudbeckior, ärtväxter som sötväpplingar, rosväxter som plymspireor, smultronsläktet och hallonsläktet samt måreväxter som Houstonia purpurea.